# U.S. Route 72
U.S Route 72 (också kallad U.S. Highway 72 eller med förkortningen  US 72) är en amerikansk landsväg.